# 甘尼許王朝
甘尼許王朝，是孟加拉蘇丹國中一個短期王朝，由1416年生存至1436年。先後有三位君主。
王朝奠基人拉者甘尼許趁伊利亞斯沙希王朝衰弱奪取權力，在控制孟加拉地區後，他面臨著迫在眉睫的入侵威脅。甘尼許呼籲一位名叫庫特卜·阿爾·阿拉姆的強大穆斯林聖人阻止威脅。聖人同意甘尼許的請求，並要他的王子賈杜皈依伊斯蘭教並統治他的宮廷。甘尼許同意，賈杜開始在1415年以賈拉魯丁·穆罕默德沙的名義統治孟加拉。
庫特卜·阿爾·阿拉姆在1416年去世，甘尼許膽地推翻了他的兒子，並以Danujamarddana Deva的身份重返王位。賈拉魯丁被金牛儀式重新轉變為印度教。但在他父親去世後，賈拉魯丁再次皈依伊斯蘭教，並再次開始執政。由於混亂和無政府狀態，賈拉魯丁的兒子沙姆斯烏德丁·艾哈邁德沙只統治了3年。 這個王朝以其自由主義政策以及對正義和慈善事業的關注而聞名。
這王朝後被伊利亞斯沙希王朝後人馬哈茂德沙推翻。